# Божко, Сергей Юрьевич
Сергей Юрьевич Божко (укр. Сергій Юрійович Божко; род. 3 марта 1973, Красный Лиман, Донецкая область) — советский, украинский и российский футболист, нападающий, полузащитник.

## Карьера
Воспитанник местного клуба «Стаханов», за который сыграл 20 матчей и забил 13 мячей. В 1991—1992 году сыграл 12 матчей за «Зарю» из Луганска. В период с 1992 по 1996 год играл за российские клубы «Жемчужина» Сочи и «Локомотив» НН, игравшие на тот момент в высшей лиге. 17 мая 1993 года дебютировал в чемпионате России, в матче против ЦСКА вышел в начале второго тайма. 9 июля 1993 года забил первый гол в чемпионате, в матче против московского «Динамо». В 1994 году вызывался в тренировочный лагерь молодёжной сборной России. С 1999 по 2002 год играл за украинский клуб «Сталь» из Алчевска. В сезоне 2000/01 сыграл в высшей лиге 22 игры и забил 3 мяча. Заканчивал карьеру в клубе «Нефтяник-Укрнефть», за который с 2002 по 2006 год сыграл 77 матчей.